# 63387 Бразос Бенд
63387 Бразос Бенд (63387 Brazos Bend) — астероїд головного поясу.
Тіссеранів параметр щодо Юпітера — 3,487.